# Вожжи (деревня)
Вожжи́ (тат. Башчы) — деревня в Тетюшском районе Республики Татарстан, в составе Сюндюковского сельского поселения.

## География
Деревня находится на реке Свияга, в 50 км к юго-западу от города Тетюши. 

## История
Основана в XVII веке. В дореволюционных источниках известна также под названием Сурково. 
До 1860-х годов жители относились к категории удельных (до 1797 года - дворцовых) крестьян. Занимались земледелием, разведением скота, садоводством, отхожими промыслами: работали чернорабочими, приказчиками, грузчиками, пильщиками, плотниками в селениях близлежащих уездов и Симбирской губернии. 
В «Списке населенных мест по сведениям 1859 года», изданном в 1863 году, населённый пункт упомянут как удельная деревня Вожи 1-го стана Симбирского уезда Симбирской губернии. Располагалась при реке Свияге, по правую сторону почтового тракта из Симбирска в Казань, в 50 верстах от губернского города Симбирска и в 23 верстах от становой квартиры во владельческом селе Шумовка. В деревне в 107 дворах жили 996 человек (493 мужчины и 503 женщины). Была мечеть.
В 1894 году в деревне была открыта церковно-приходская школа. 
В начале XX века земельный надел сельской общины составлял 2059,4 десятины. До 1920 года деревня входила в Сюндюковскую волость Симбирского уезда Симбирской губернии. С 1920 года в составе Буинского кантона ТАССР. С 10 августа 1930 года в Буинском, с 4 августа 1938 года в Больше-Тарханском, с 12 октября 1959 года в Тетюшском районах.

## Население
| 1859 | 1897 | 1910 | 1920 | 1926 | 1938 | 1949 | 1958 | 1970 | 1979 | 1989 | 2000 | 2010 | 2023 |
| ---- | ---- | ---- | ---- | ---- | ---- | ---- | ---- | ---- | ---- | ---- | ---- | ---- | ---- |
| 996  | 1672 | 1538 | 1464 | 1435 | 1046 | 612  | 499  | 401  | 338  | 238  | 255  | 197  | 160  |

Национальный состав села: татары — 60%.

## Экономика
Жители занимаются полеводством, молочным скотоводством, овцеводством, пчеловодством.

## Инфраструктура
Фельдшерско-акушерский пункт, клуб, спортивный комплекс с универсальной спортивной площадкой.